# جورج الكسندر مارشال
جورج الكسندر مارشال (بالإنجليزية: George A. Marshall)‏ هو محامي وسياسي أمريكي، ولد في 14 سبتمبر 1851 في سيدني في الولايات المتحدة، وتوفي بنفس المكان في 21 أبريل 1899. نشط حزبياً في الحزب الديمقراطي. وقد انتخب عضو مجلس النواب الأمريكي.